# Coeliccia cyaneothorax
Coeliccia cyaneothorax – gatunek ważki z rodziny pióronogowatych (Platycnemididae). Endemit Borneo.